# Joe's Garage
«Joe's Garage» (повна назва: «Joe's Garage: Acts I, II & III») — рок-опера на 3 дії Френка Заппи, випущена 1979 року. Назва дослівно перекладається як «Гараж Джо». Джо — головний герой цієї рок-опери — музикант молодий «гаражної» групи (тобто репетирувала в гаражі), що волею-неволею проходить через міазми шоу-бізнесу. Заппа озвучує персонажа з механічним голосом «Central Scrutinizer» (дослівно: центральний доскональний дослідник), виконує функцію оповідача.
Спочатку рок-опера був видана двома випусками: перший акт вийшов платівкою як «Joe's Garage. Act I», а другий і третій вийшли подвійним альбомом «Joe's Garage. Acts II & III». Всі три акти були згодом видані разом як потрійний альбом і комплектом з двох компакт-дисків.

## Список композицій
Всі пісні написав Френк Заппа.

### Акт I
1. Central Scrutinizer — 3:28
2. Joe's Garage — 6:10
3. Catholic Girls — 4:26
4. Crew Slut — 6:31
5. Fembot in a Wet T-Shirt (aka Wet T-Shirt Nite) — 4:45
6. On the Bus (aka Toad-O Line) — 4:19
7. Why Does It Hurt When I Pee? — 2:36
8. Lucille Has Messed My Mind Up — 5:43
9. Scrutinizer Postlude — 1:35

### Акт II
1. A Token of My Extreme — 5:30
2. Stick It Out — 4:34
3. Sy Borg — 8:56
4. Dong Work for Yuda — 5:03
5. Keep It Greasey — 8:22
6. Outside Now — 5:50

### Акт III
1. He Used to Cut the Grass — 8:35
2. Packard Goose — 11:34
3. Watermelon in Easter Hay — 9:09
4. A Little Green Rosetta — 8:15